# Igreja Ortodoxa Finlandesa
A Igreja Ortodoxa Finlandesa (em finlandês: Suomen ortodoksinen kirkko, em sueco: Ortodoxa kyrkan i Finland; em russo: Финляндская Православная церковь) é uma jurisdição autônoma da Igreja Ortodoxa sob o omofório do Patriarcado Ecumênico de Constantinopla. É uma das duas Igrejas nacionais da Finlândia, a outra sendo a Igreja Evangélica Luterana da Finlândia.
O atual primaz é Leão Makkonen, Arcebispo de Helsinque e Toda a Finlândia, desde 2001.

## História
Não se sabe ao certo quando o cristianismo começou a ser pregado na atual Finlândia, mas no século XII já havia uma expansão do catolicismo romano em sua parte ocidental pela Suécia e do cristianismo ortodoxo pela República da Novogárdia em sua parte oriental. Estima-se que a Ortodoxia tenha chegado até a Tavastia, mas, após as Guerras sueco-novogárdias, que incluiu o envolvimento de exércitos papais pelo controle das terras ortodoxas, as fronteiras entre as duas nações pelo controle da atual Finlândia compuseram aproximadamente as fronteiras entre o cristianismo latino e o ortodoxo.
No século XVII, com a expansão da Suécia protestante, a maioria dos fiéis ortodoxos da Finlândia ou fugiram para o Império Russo, formando a atual população do Oblast de Tver, ou se converteram, o que apenas foi restabelecido com a instituição do Grão-Ducado da Finlândia em 1809, sob o Império Russo. Em algumas partes isoladas do país, no entanto, principalmente em partes do leste da Finlândia e da Carélia, uma parte maior pôde manter a fé.
Com a declaração de independência da Finlândia em 1917, a Igreja Ortodoxa Finlandesa declarou sua autonomia do Patriarcado de Moscou. A primeira constituição do país, de 1919, deu à instituição o mesmo status legal da Igreja Luterana. Em 1921, a autonomia da Igreja foi emergencialmente concedida pelo patriarca Ticônio de Moscou, o que seria apenas formalmente reconhecido pela Igreja Ortodoxa Russa em 1957. Em 1923, tornou-se parte autônoma do Patriarcado Ecumênico de Constantinopla.
Em 1980, a Igreja Autônoma Finlandesa pediu ao Patriarcado de Constantinopla que concedesse à Igreja o status de autocéfala, mas não houve resposta.

## Organização

Dioceses e paróquias

A Igreja Ortodoxa Finlandesa se divide em três dioceses:
- Carélia, sediada em Kuopio. Seu arcebispo, Leão Makkonen, é o primaz da Igreja. É assistida por uma diocese sufragânea de Joensuu, também sediada em Kuopio, atualmente ocupada pelo bispo Arsênio. Nesta diocese estão os dois mosteiros, Novo Valaam  e o Mosteiro de Lintula, além do único museu ortodoxo do país.[11]
  - 1. Paróquia de Kuopio;
  - 2. Paróquia de Jyväskylä;
  - 3. Paróquia de Saimaa;
  - 4. Paróquia de Joensuu;
    - 4.a. Capela - Paróquia de Ilomantsi.

  - 5. Paróquia de Taipale.
    - 5.a. Capela - Paróquia de Nurmes.
- Helsinki, a com mais membros e com grande diversidade, acomodando imigrantes de países de maioria ortodoxa. Seu atual metropolita é Ambrósio.
  - 1. Paróquia  de Helsinque;
  - 2. Paróquia de Turku;
  - 3. Paróquia do Sudeste da Finlândia.
- Oulu, a com menos membros, apesar de sua extensão territorial, atualmente ocupada pelo bispo Panteleimão.
  - 1. Paróquia  do Norte da Finlândia;
    - 1.a. Capela - Paróquia da Lapônia;
    - 1.b. Capela - Paróquia de Kajaani.

  - 2. Paróquia de Tampere.
    - 2.a. Capela - Paróquia de Vaasa.

## Primazes
Sob o Patriarcado de Moscou (1892-1918):
- Antônio (1892–1898) - Bispo de Viburgo e Finlândia;
- Nicolau (1899-1905);
- Sérgio (1905-1917);
- Serafim (1918-1923) - Bispo de 1918 e a partir de 1921, arcebispo (primaz da Igreja autônoma dentro do Patriarcado de Moscou).

Em 1921, a Diocese de Viburgo e Finlândia foi transformada na Igreja Ortodoxa Autônoma Finlandesa dentro do Patriarcado de Moscou. Em 1923, contornando a ordem canônica, a Igreja Ortodoxa Autônoma Finlandesa subordinou-se ao Patriarcado de Constantinopla, que lhe concedeu autonomia pela segunda vez com o nome de Arquidiocese da Finlândia.
Sob o Patriarcado de Constantinopla - (1923-):
- Germano (1923-1960) - Arcebispo da Finlândia;
- Paulo (1960-1987);
- João (1987-2001);
- Leão (2001-presente).